# Orthotrichia mencenga
Orthotrichia mencenga is een schietmot uit de familie Hydroptilidae. De soort komt voor in het Oriëntaals gebied.